# Protoholozoa lilium
Protoholozoa lilium is een zakpijpensoort uit de familie van de Holozoidae. De wetenschappelijke naam van de soort werd voor het eerst geldig gepubliceerd in 1982 door het echtpaar Claude en Françoise Monniot.